# Ghazan II
Ghazan II fou un suposat kan il-kànida manejat pels cobànida Malik Ashraf que hauria estat proclamat vers el 1356 quan va morir el kan titella Anushirwan; hauria exercit nominalment fins a la invasió de l'Azerbaidjan per l'Horda d'Or el 1357.
S'han trobat alguna moneda d'aquest kan a Tabriz. La única peça de 1 dirham fou trobada per un buscador de metall a la regió d'Anatòlia oriental, propera a la frontera amb l'Iran. i el 2013 va obtenir un preu de quasi 600 dolars. Una altra peça, de coure, encunyada probablement a Maragha, conservava un pes d'una encunyació d'Anushiravan de 12/15 grams (encunyacions ae Anushirwan datades el 1353 i 1354) i es va vendre per un preu similar. Les monedes de Ghazan II són molt poc freqüents.